# Satchelliella tarae
Satchelliella tarae är en tvåvingeart som beskrevs av Krek 1985. Satchelliella tarae ingår i släktet Satchelliella och familjen fjärilsmyggor. Inga underarter finns listade i Catalogue of Life.